# Pierre Le Guennec
Pour les articles homonymes, voir Le Guennec.
Pierre Le Guennec, né le 2 août 1939 à Saint-Germain-en-Laye et mort le 14 mai 2021 à Grasse, est un électricien, connu pour être à l'origine de la plus importante découverte d’œuvres de Pablo Picasso depuis sa mort. Ayant effectué des travaux d'électricité pour le peintre, ce dernier ou son épouse Jacqueline lui auraient donné 271 œuvres. Estimées à une valeur comprise entre 60 et 80 millions d'euros, l'existence de ces œuvres non répertoriées est révélée en 2010 à la Société Picasso Administration par le couple Le Guennec, qui désire les faire authentifier. Une bataille judiciaire s'engage alors sur leur possible origine frauduleuse, dans le but de trancher entre « le plus grand casse artistique du siècle » et « la plus belle histoire d’amitié entre un génie et son employé ».

## L'affaire des 271 Picasso
L'affaire des 271 Picasso débute le 14 janvier 2010, lorsque Claude Picasso, administrateur de la Société Picasso Administration, reçoit le premier courrier des Le Guennec, alors à la retraite, qui lui demande de délivrer des certificats d'authenticité à partir de 26 photographies d’inédits supposés de Picasso. Les mois suivants, ils dévoilent détenir 271 œuvres du peintre, des années 1900 à 1932 (une grande rareté, neuf « collages cubistes » ; plus de 200 dessins dont un carnet de 100 pages avec 91 dessins, une trentaine de lithographies, des gouaches sur papier, mais pas de peintures à l'huile). Pierre Le Guennec a effectué des travaux d'électricité pour le peintre dans les trois dernières années de sa vie, au fil de ses différentes résidences sur la Côte d'Azur, la villa La Californie, le château de Vauvenargues et le mas de Notre-Dame-de-Vie à Mougins, y installant notamment des systèmes d’alarme, il devient même, de 1971 à 1985, l'homme à tout faire des Picasso dans leur propriété Notre-Dame-de-Vie, y gérant les petits travaux. Pour ces services, le peintre ou son épouse Jacqueline lui auraient donné 271 œuvres, que lui et sa femme gardent pendant quarante ans remisées dans le garage de leur maison de Mouans-Sartoux.
La Picasso Administration, doutant de la provenance légale de la collection Le Guennec, porte plainte contre X pour recel et non pour vol, le 2 septembre 2010. En cas de vol, même d'une œuvre d'art, la prescription pénale est de trois ans et peut monter à trente ans au civil. Or les œuvres ont été gardées au secret pendant une quarantaine d'années. Le délit de recel est quant à lui « continu » : il est en cours aussi longtemps qu'une personne détient « sciemment » un objet volé. Dans l'attente d'une décision de justice, le 5 octobre 2010, l'Office central de lutte contre le trafic des biens culturels saisit la collection et la met en sécurité dans la salle forte de l'Office. Le parquet de Grasse ouvre une information judiciaire pour recel fin décembre 2010.
Après avoir écarté la possibilité que ces « trouvailles » soient l'œuvre d'un faussaire, l'enquête préliminaire pointe certaines incohérences concernant ces œuvres ni datées ni signées : elles pourraient avoir disparu durant la « période assez floue » qui a suivi la mort de Picasso, en 1973, entre les inventaires officieux et officiels des travaux de l'artiste ; Picasso, connu pour sa générosité, ne faisait don que d'œuvres de lui signées et datées ; la préservation remarquable des œuvres enveloppées de papier de soie, sans traces d'humidité ou de moisissure, est peu compatible avec leur remise pendant 40 ans dans un garage ; une partie des œuvres incriminées ne se trouvaient pas, à l'époque, à Notre-Dame-de-Vie mais à la Villa La Californie ; les versions contradictoires sur la remise des œuvres en une ou plusieurs fois en 1971 ou 1972, dans un carton ou un sac-poubelle ; l'intérêt de garder ce trésor secret pendant quatre décennies est peu clair.
Le 3 mai 2011, Pierre Le Guennec et sa femme Danielle sont mis en examen pour recel.
Dans le cadre de l'instruction judiciaire ouverte pour déterminer la provenance de la collection Le Guennec, un réquisitoire supplétif est signé par le procureur pour enquêter sur Maurice Bresnu, ancien chauffeur de Picasso qui possède 200 pièces du peintre et seraient également un don de Picasso. Une partie de ces œuvres est signée ou dédicacée par Picasso, accréditant l'idée d'un don, mais selon plusieurs personnes de son entourage,  Maurice Bresnu ne se cachait pas d’avoir volé des œuvres par dizaines pendant cette « période assez floue ». Or Pierre Le Guennec est le cousin germain de l'épouse de Bresnu, ce dernier ayant introduit l’électricien chez les Picasso et « tout ce joli petit monde gravitait autour de Picasso » se souvient le photographe Lucien Clergue,.
En mars 2012, le couple Le Guennec et ses avocats décident de contre-attaquer en portant plainte pour tentative d'escroquerie au jugement et contestation de la filiation des héritiers du peintre. Ils arguent que trois des enfants du peintre sont nés hors mariage (Claude, Paloma et Maya Picasso) et contestent leur légitimité à ester en justice « au nom de leur père ».
Le procès débute le 10 février 2015. Pierre Le Guennec et son épouse risquent une amende d'un maximum de 375 000 euros et cinq ans de prison. Il met notamment en évidence que Jacqueline Picasso a prêté à Pierre Le Guennec en 1983 540 000 francs destinés à l’achat d’une licence de taxi, le président s'étonnant qu'elle ne lui ait pas dit qu'il pouvait vendre l'une des œuvres dont elle lui avait fait don. Le 20 mars, ils sont condamnés à deux ans de prison avec sursis et les œuvres doivent être restituées à l'administrateur de la Picasso Administration, Claude Picasso, qui représente les héritiers. Le tribunal condamne également le couple a payer solidairement un euro à titre de dommages et intérêts à chacune des six parties civiles, plus 15 200 euros, en cumulant les sommes dues individuellement, au titre du code de procédure pénale. Quelques heures après l'énoncé du jugement, les conseils du couple interjettent appel. La peine est confirmée le vendredi 16 décembre 2016 par la cour d’appel d’Aix-en-Provence, mais le 1er mars 2018, la cour de cassation, ne reconnaissant pas que la preuve du vol a été faite, casse ce jugement et renvoie l’affaire devant la cour d’appel de Lyon, qui condamne les époux à deux ans de prison avec sursis,.